# Mörder, Hoffnung der Frauen
Mörder, Hoffnung der Frauen (en alemany, Assassí, esperança de les dones) és una òpera en un acte de Paul Hindemith, escrita el 1919 sobre un llibret alemany d'Oskar Kokoschka que es va basar en la seva obra de 1907. L'òpera fou la primera d'un tríptic expressionista d'òperes d'un acte, les altres foren El Nusch-Nuschi, i Sancta Susanna. Van ser les primeres òperes compostes per Hindemith. Les dues primeres es van estrenar juntes a Stuttgart el 4 de juny de 1921, les tres juntes no es van representar fins al 1922 a l'Òpera de Frankfurt.
Amb la versió teatral del 1909, Kokoschka va ser un dels primers «salvatges» que li va valdre l'animadversió de la Viena tradicional de l'opereta tot i rebre el suport de la crítica. El règim nazi va considerar la versió per a òpera com a escandalosa i el 1937 Hindemith es va exiliar, primer a Turquia i després a Etats Units.